# Hoplotarache inquinata
Hoplotarache inquinata là một loài bướm đêm trong họ Noctuidae.